# 松木スポーツ
『松木スポーツ』（まつきスポーツ）は、2016年4月3日から2017年4月2日まで南日本放送運営のMBCラジオで放送されているスポーツ情報番組である。放送時間は毎週日曜 17:30 - 18:00 （日本標準時）。
鹿児島県内のスポーツイベントとスポーツチームの情報を伝えている番組で、2016年のJ3リーグ昇格を果たした鹿児島ユナイテッドFCの試合回顧を中心とする内容で放送。B3リーグに参加している鹿児島レブナイズのコーナー「Go! Go! REBNISE」も内包している
前述の通り現在はMBCスポーツとして小園秀汰が引き継いでいるが、2022年4月から2024年3月までゆうぐれエクスプレスの中でのスポーツコーナーのコーナーという形で復活していた。

## 出演者
松木圭介(南日本放送アナウンサー)